# 中华职业学校
中华职业学校，是一所位于上海的中国国家级重点中等职业学校，由中华职业教育社创建于1918年，是中国近现代职业教育史上第一所现代意义的中等职校。

## 历史[2]
1918年9月，中华职业教育社在上海南市陆家浜南岸（今上海市黄浦区陆家浜路918号）。租到一块七亩半的荒地，创办中华职业学校，旨在建立一所主要为工商业界培养中级技术、管理人才的全日制职业中学。之后继续购入近旁荒地，占地面积为19.8亩。初设专业有铁工科、木工科、珐琅科、钮扣科。1919年9月18日，中华职教社与上海留法勤工俭学会在中华职校开设留法勤工俭学预备科，学校从而参与到留法勤工俭学运动中。1922年9月3日，李大钊应邀到学校发表关于青年问题的演讲。并且梁启超、沈雁冰、冯玉祥、杜重远等人也为中华职校师生进行过讲演。1923年，学校成立了中国社会主义青年团团支部。五卅惨案后，中华职校多次参与到罢课和全市集会中，发起成立上海各校教职员联合会和上海教职员救国同志会。1933年，建成学校标志性建筑，一座钢筋混凝土结构的三层教学大楼——中华堂。
抗日战争时期，除中华堂外，学校其他建筑因炮火尽数被毁。淞沪会战爆发后，学校一部分迁往重庆，另一部则迁至上海法租界爱多亚路浦东大厦处租房办学。1939年，中共中华职校党支部成立。同年夏，滇缅公路、滇缅铁路秘密派人来中华职校招聘技术人员，学校1939、1940、1941三届毕业生共约40余人赴云南参加滇缅公路、铁路和机场建设。1941年，太平洋战争爆发，日军占领上海法租界，中华职校被迫改名工商习艺所以便教学活动的开展。1945年，抗日战争胜利后，原分迁的两所学校均复员并返回原址办学，恢复中华职业学校校名，设机械科、土木科、化工科、中技科和商科。
1951年，中华职校受轻工业部、燃料工业部石油管理局委托，开办高级石油机械科（共办3届）。1951年底，学校交由轻工业部接管，委托华东工业部代管，受上海市教育局指导、监督。中华职校由私立学校转变为公立学校，校名改为上海市中华职业学校。1953年，易名为上海轻工业学校，中华职业学校建制撤销。
1986年9月6日，中华职教社上海分社与卢湾区教育局联办恢复中华职校。将原打浦中学高中部改为中华职校，原打浦中学初中部不变，仍称打浦中学，两校在同一校区办学。恢复后的中华职校为公立制，中华职教社上海分社派员参与管理。1995年，打浦中学初中部撤离，同时将上海市三好医卫职业学校、上海市卢湾区第二职业学校并入。1999年9月，上海市卢湾区职业学校并入，学校成为一所综合性职业学校。2000年3月，与上海师范大学联办计算机等3个专业的“3+3”中高职贯通班，成为上海市首批与高校联办（“3+3”6年一贯制中高职）贯通班的试点学校。同时，学校还与上海第二医科大学联办旅游法语专业班。2000年，卢湾区教育局投资3100万元，在校原址翻建新教学大楼。2001年，上海市卢湾区初级职业学校并入，中华职业技术培训中心成立。
2009年12月15日，在卢湾区政府和教育局的支持下，学校接收置换的斜土路716弄原上海交大医学院校舍与斜土路766弄2号恒苑饭店旧址。

## 历任校长
- 顾树森（1918.5～1922.10）
- 黄伯樵（1922.10～1924.12）
- 潘仰尧（1924.12～1927.8）
- 姚颂馨（1927.8～1928.7）
- 赵师复（1928.7～1930.12）
- 杨卫玉（1930.12～1931.7）
- 贾观仁（1931.7～1943.夏）
- 杨卫玉（1943.夏～1945.8）
- 贾丰臻（1945.8～1945.11，工商习艺所)
- 王怀冰（1945.11～1946.2，工商习艺所）
- 贾观仁（1946.2～1950.1）
- 江恒源（1950.1～1952.1）
- 庞翔勋（1952.1～1952.12）
- 钱巧珍（副校长，1986.9～1989.4）
- 徐永福（1989.4～1993.7）
- 钱巧珍（1993.7～1997.3）
- 周国良（1997.3～1998.8）
- 杨超  （1998.8～2002.12）
- 周一飞（2003.1～？）
- 黄玉璟（？～）

## 校歌[6]
努力！努力！自己的努力过自己的生活
努力！努力！我的努力帮助别人的生活
努力！努力！一致的努力养成共同的生活
用我手用我脑不单是用我笔
要做不单是要说
是我中华职业学校的金科玉律！